# Phreatia infundibuliformis
Phreatia infundibuliformis är en orkidéart som beskrevs av Oakes Ames. Phreatia infundibuliformis ingår i släktet Phreatia och familjen orkidéer. Inga underarter finns listade i Catalogue of Life.